# Saint-Clément-de-Régnat
Saint-Clément-de-Régnat ist eine französische Gemeinde mit 522 Einwohnern (Stand 1. Januar 2022) im Département Puy-de-Dôme in der Region Auvergne-Rhône-Alpes. Sie gehört zum Arrondissement Riom und zum Kanton Maringues.

## Geographie
Die Gemeinde liegt rund 17 Kilometer südwestlich von Vichy. Das Gemeindegebiet wird vom Fluss Buron durchquert. Nachbargemeinden sind:
- Bas-et-Lezat im Norden,
- Villeneuve-les-Cerfs im Nordosten,
- Randan im Osten,
- Saint-Denis-Combarnazat im Südosten,
- Saint-André-le-Coq im Süden,
- Thuret im Südwesten,
- Bussières-et-Pruns im Westen und
- Effiat im Nordwesten.

## Bevölkerungsentwicklung
| Jahr                       | 1962 | 1968 | 1975 | 1982 | 1990 | 1999 | 2011 |
| Einwohner                  | 400  | 375  | 370  | 397  | 430  | 443  | 506  |
| Quellen: Cassini und INSEE |      |      |      |      |      |      |      |